# 彼得·福克斯 (教授)
彼得·亚瑟·福克斯（Peter Arthur Fox；1959年5月25日—2021年3月27日）生前是伦斯勒理工学院的数据科学与语义数字科学学者。他是“无限世界星座”研究中心的首席教授，同时担任地球与环境科学、计算机科学和认知科学等学科的教授以及伦斯勒理工学院信息技术和网络科学系的系主任。他由于定义了地学科学领域的信息科学和数据科学、建立了太阳-地球关系科研计划以及对这些领域科研群体的召集而知名。福克斯出生在澳大利亚塔斯马尼亚州的德文港，逝世于美国纽约州的特洛伊市。

## 教育背景及早期职业
福克斯先后在澳大利亚蒙纳士大学获得数学专业学士（1979年）数学专业荣誉学士（1980年）和应用数学专业博士（1985年）等学位。在博士学习期间，福克斯曾在启思蒙理工学院数学系担任讲师（1982-83）及在蒙纳士大学数学系担任助理研究科学家（1983-85）。
1985年12月底，福克斯在耶鲁大学太阳能和空间研究中心担任博士后学者（1986-88），并在后来升任副研究科学家（1988-91）。 他曾为耶鲁大学人文科学科专业的学生开设了一门天文学课程。在耶鲁大学期间，福克斯在科罗拉多州博尔德市参加了一个研讨会。当时他收到了邀请在国家大气研究中心（NCAR）发表一次讲座。 随后，他收到并接受了来自NCAR的工作邀请。

## 后来的职业
从1991年到2008年，福克斯在科罗拉多州博尔德的NCAR高空观测台（HAO）担任科学家（1991-1995）及首席计算科学家（1995-2008）。在HAO，他撰写了极具前瞻性的详细技术方案，直到现在还在发挥作用。
2008年初，福克斯收到了美国和国际上的一些学术和研究组的工作邀请。 2008年9月，他接受了由位于纽约特洛伊市伦斯勒理工学院（RPI）任命的首席全职教授位置。福克斯是无限世界星座（TWC）的第三位首席教授，与其他两位教授詹姆斯·亨德勒和德博拉·麦金斯组成了TWC的“星座”教授团队。
RPI的TWC追求以万维网为中心的学科研究和教育项目。福克斯是以下研究领域的领衔教授：数据框架，数据科学，语义电子科学和多学科信息学。自2009年以来，TWC团队的科研有三个应用主题：开放政府数据，环境信息学，医疗保健和生命科学信息学。除了在TWC的职位，福克斯在院系的职位任命包括科学学院地球和环境科学系教授（2008-）、计算机科学系教授（2008-）和认知科学系教授（2014-）。
2012年，福克斯担任RPI信息技术和网络科学（ITWS）专业系主任，以非常面向数据的方向设置该专业项目。在这个时期，美国海军正在寻找一个机构来训练以信息控制方向的特定军官。虽然最初寻找的是常春藤联盟大学，海军最终选择了福克斯开发的一个为期一年的计划。
在2008年，伍兹霍尔海洋研究所（WHOI）是积极招募福克斯的机构之一。在福克斯加盟RPI后，WHOI向他提供了应用海洋物理和工程领域的客座研究员位置并持续至今。在这个工作岗位上，福克斯系统地促进了WHOI将语义网和信息学纳入其科学研究过程中。
福克斯是地球科学信息伙伴联合会（ESIP）的前任主席，国际大地测量与地球物理学联合会（IUGG）数据和信息委员会（UCDI）的联合创始人和前任主席，及美国地球物理联盟（AGU）地球和空间科学信息学专题分会（ESSI）的前任主席。福克斯是《Earth Science Informatics》期刊的副主编，也是《Computers & Geosciences》期刊编委。此外，福克斯还在国际科学理事会（ICSU）信息与数据战略协调委员会和研究数据联盟（RDA）技术顾问委员会担任委员。

## 荣誉和奖励
- 2018年：美国科学促进会会士
- 2015年：美国地球物理联盟会士
- 2014年：伦斯勒理工学院校董事会学术成就奖
- 2012年：伦斯勒理工学院校董事会学术成就奖
- 2012年：欧洲地球科学联合会伊恩·麦克哈格奖章
- 2012年：地球科学信息伙伴联合会玛莎·梅登终身成就奖
- 2009年：伦斯勒理工学院星座首席教授奖章

## 科研和教育方向
福克斯的研究和教育方向涵盖数据科学和分析、海洋和环境信息学、计算逻辑，语义网、认知偏差、语义数据框架及太阳和太阳地球物理学等领域。 其科研成果应用于大规模分布式科学资料库，可用于维护学科领域之内或之间的数据和信息的整个生命周期。

## 专著
- 2015: "Semantic eScience" （页面存档备份，存于） (主编)，德国柏林：斯普林格出版社，《Earth Science Informatics》期刊专刊, ISSN 1865-0473
- 2015: "The Semantic Web in Earth and Space Science: Current Status and Future Directions" （页面存档备份，存于） (主编), 荷兰阿姆斯特丹：IOS出版社，ISBN 978-1-61499-500-5
- 2015: "Collaborative Knowledge in Scientific Research Networks" （页面存档备份，存于） (主编), 美国赫尔希：IGI 出版社，ISBN 978-1-4666-6567-5
- 2004: "Solar Variability and its Effect on the Earth’s Atmosphere and Climate System" （页面存档备份，存于） (主编), AGU 图书系列 141, 美国华盛顿：美国地球物理联盟， ISBN 978-0-87590-406-1
- 2000: "Geophysical and Astrophysical Convection" （页面存档备份，存于） (主编), 荷兰：戈登和布雷齐科学出版社，ISBN 90-5699-258-9